# Manettia tenuis
Manettia tenuis là một loài thực vật có hoa trong họ Thiến thảo. Loài này được (Britton ex Rusby) Wernham mô tả khoa học đầu tiên năm 1919.